# Резолюция 240 на Съвета за сигурност на ООН
Резолюция 240 на Съвета за сигурност на ООН е приета единодушно на 25 октомври 1967 г. по повод ситуацията в Близкия изток след началото на Шестдневната война.
Резолюцията дава израз на притеснението на Съвета за сигурност от военните действия в Близкия Изток, случили се въпреки приетите резолюции за прекратяване на огъня. Във връзка с това Съветът за сигурност изразява дълбокото си съжаление за човешките жертви и материалните щети, които са резултат от тези нарушения на резолюциите. Резолюция 240 отново подчертава необходимостта от строго спазване на обявеното прекратяване на огъня и настоява заинтересованите държави членки незабавно да прекратят всички забранени военни дейности в региона и да си сътрудничат в пълна степен с Организацията на ООН за наблюдение на спазването на примирието.
Резолюция 240 е приета единодушно от Съвета за сигурност на заседание, свикано по настояване на Израел, Сирия и Обединената арабска република, на което са представени различни обвинения за нарушения на предишните резолюции по въпроса.